# رايمان ليجندز
رايمان ليجندز (بالإنجليزية: Rayman Legends)‏ هي لعبة فيديو صدرت في 29 أغسطس  2013، وهي متوفرة على أجهزة إكس بوكس 360 وإكس بوكس ون وبلاي ستيشن 3 وبلاي ستيشن 4 وبلاي ستيشن فيتا وجوجل ستاديا ونينتندو سويتش ووي يو وويندوز من تطوير ونشر يوبي سوفت. نسخة البلاي ستيشن فيتا فقط التي تدعم اللغة العربية.

## روابط خارجية
- رايمان ليجندز على موقع IMDb (الإنجليزية)